# Бичахчян, Ваган Варданович
Ваган Варданович Бичахчян (арм. Վահան Վարդանի Բիչախչյան; род. 9 июля 1999, Гюмри) — армянский футболист, полузащитник польского клуба «Легия» и сборной Армении.

## Клубная карьера
Ваган Бичахчян родился 9 июля 1999 года в городе Гюмри, Армения в семье футболиста и тренера Вардана Бичахчяна. Он является воспитанником местного клуба «Ширак». 12 марта 2016 года Бичахчян дебютировал за основную команду в матче против «Мики» (0:1), выйдя на замену на 81 минуте вместо Армана Оганесяна. В следующем сезоне он стал игроком основного состава команды. 7 июля 2016 года, выйдя на замену в матче против «Дилы» в Лиге Европы при счёте 0:0, забил победный гол, благодаря которому «Ширак» вышел в следующий раунд. Бичахчян стал самым молодым автором гола в еврокубках. В 2016 году The Guardian включил Вагана в список 60 лучших молодых талантов мирового футбола. За свою игру в составе «Ширака» получил прозвище «Новый Мхитарян». В октябре 2016 года Ваган Бичахчян прошёл недельный просмотр в московском ЦСКА. 24 июля 2017 года он перешёл в словацкий клуб «Жилина». 30 июля 2017 года дебютировал за вторую команду клуба в матче против братиславского «Интера» (4:2) и забил последний гол в матче. В 2022 году перешел в клуб из Польши — «Погонь Щецин». В первый сезон в новом клубе попал в символическую сборную недели в Высшей лиге Польши.

## Карьера в сборной
В 2015—2017 годах выступал за сборную Армении до 19 лет. В составе неё он провёл 18 матчей, в которых забил 6 мячей и отдал одну голевую передачу. В 2017—2019 годах играл за молодёжную сборную (13 матчей, 1 гол). В 2020 году был заявлен за национальную сборную Армении в Лиге наций. Дебют состоялся 8 сентября 2020 года, где в матче против национальной сборной Эстонии Бичахчян вышел на замену во втором тайме.

## Достижения
- Кубок Армении: 2016/17